# Обшорон (Шахритусский район)
Джамоат Обшорон (тадж. Ҷамоати деҳоти Обшорон) — джамоат в Шахритусском районе Хатлонской области Республики Таджикистан.
Административный центр — село Ободдех.
Население — 9300 человек (2017; 8648 в 2015, 6010 в 2009, 5640 в 2002).
В состав джамоата входят 3 села:
| Населённый пункт | Прежнее название        | Население, чел. (2017) |
| ---------------- | ----------------------- | ---------------------- |
| Бинокор          | -                       | 3000                   |
| Бихизор          | отд.№1 свх.Ватан, Ватан | 3500                   |
| Ободдех          | Обшорон                 | 2800                   |

и 1 селение — Маяк.